# Kim Kolwiek (postać)
Kimberly Ann Kolwiek (znana jako Kim Kolwiek) – tytułowa postać z animowanego serialu Disneya Kim Kolwiek.
W polskiej wersji głosu użyczyła jej Anna Gajewska, a w angielskiej Christy Carlson Romano. W adaptacji live action grana przez Sadie Stanley.
Pierwszy odcinek z Kim pojawił się w czerwcu 2002 roku w USA. Z czasem stała się bardzo popularna, nie tylko w Stanach Zjednoczonych, ale także w Europie, m.in. w Niemczech i Polsce. Na początku powstały 3 sezony tego serialu. Jednak fani ubłagali reżyserów o czwarty sezon. Pierwszy odcinek z czwartego sezonu miał premierę w Polsce 14 września. Seria kończy się odcinkiem Graduation.